# Mamar Kassey
Mamar Kassey ist eine Weltmusik-Gruppe aus Niger. Sie zählt zu den bekanntesten nigrischen Musikgruppen, die auch im Ausland erfolgreich sind. Ihr Stil wird der in ihrer Heimat verbreiteten „musique tradi-moderne“ zugerechnet.

## Geschichte
Mamar Kassey wurde am 22. November 1995 unter der Führung des Sängers und Flötisten Yacouba Moumouni gegründet. Der Name der achtköpfigen Band bezieht sich auf den Songhai-Herrscher Askia Mohammad I., der auch unter dem Namen Mamar Kassey bekannt ist. Größere Aufmerksamkeit erlangte die Musikgruppe erstmals 1997 durch ihre Teilnahme am Festival Nuits Atypiques de Koudougou im burkinischen Koudougou, die Einladungen zum Partnerfestival Nuits Atypiques in Langon in Frankreich und zum Festival Mundial in Tilburg in den Niederlanden zufolge hatte.
Der internationale Durchbruch gelang Mamar Kassey 1999. In diesem Jahr wurde ihr Debütalbum Denké-Denké veröffentlicht. Auftritte in Europa auf Musikfestivals wie dem Dunya Festival in Rotterdam und dem Tanz&FolkFest in Rudolstadt sowie in Klubs wie dem New Morning in Paris fanden statt. In den Jahren 2002 und 2005 unternahm die Band Nordamerika-Tourneen. Die gemeinsam mit der Gruppe Salem Tradition aus Réunion durchgeführte Tournée La Route des Tropiques führte Mamar Kassey 2006 quer durch Westafrika.

## Stil

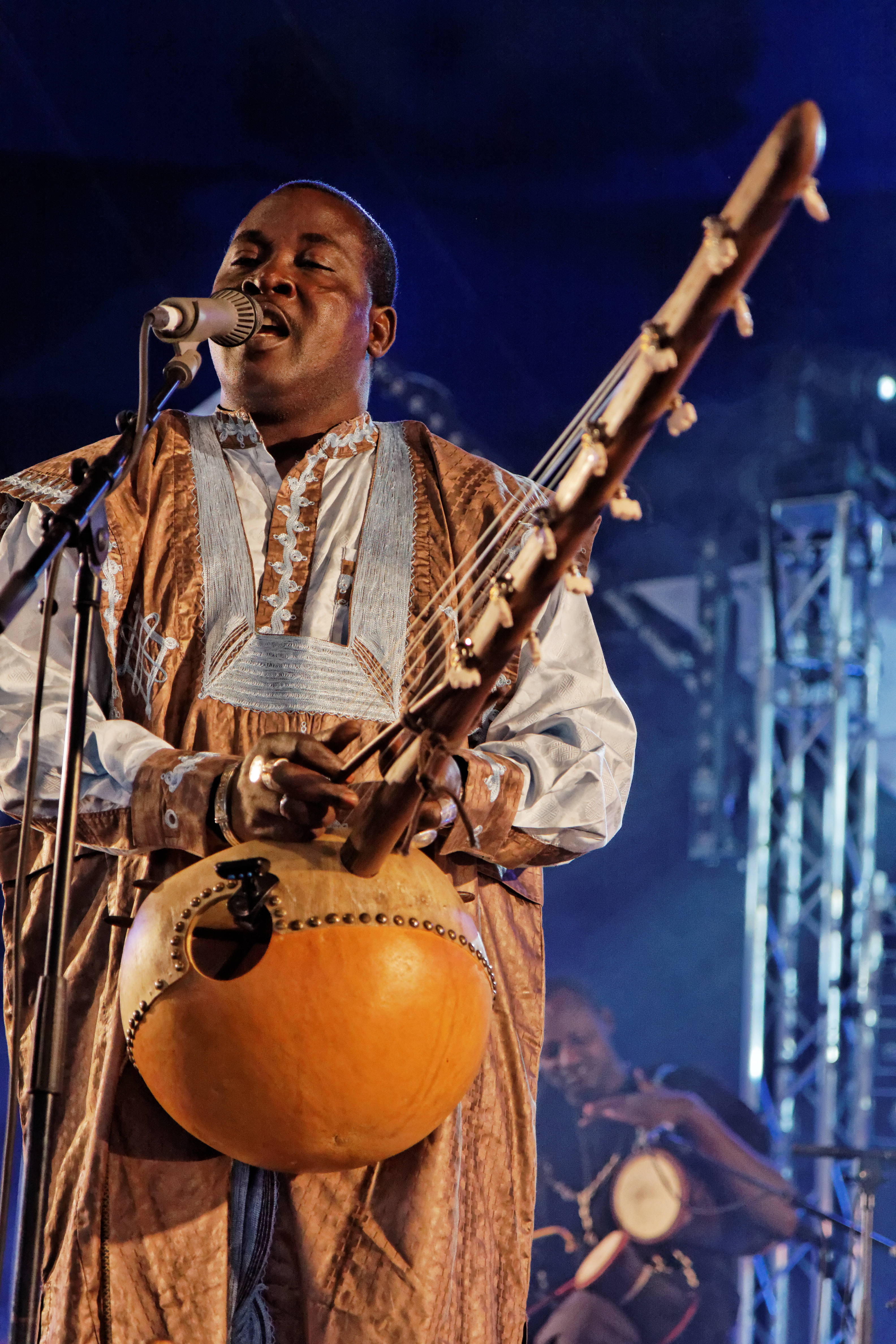
Bandleader Yacouba Moumouni an der Kamele Ngoni (2014)

Der Stil von Mamar Kassey wird in Niger der musique tradi-moderne (auch néotraditionnelle) zugeschrieben, also einer zeitgenössischen Weiterentwicklung traditioneller afrikanischer Musik. Im westlichen Kontext erfolgt eine Einordnung oft in den Weltmusik-Kategorien des Ethnojazz, Ethnopop, Afropop oder Worldbeat. Im Vergleich mit den malischen Musikern Ali Farka Touré und Boubacar Traoré, die einen ähnlichen Stil praktizierten, tritt bei Mamar Kassey der Einsatz moderner Instrumente wie der E-Gitarre gegenüber traditionellen akustischen Instrumenten und einem Call-and-Response-Muster beim Gesang eher in den Hintergrund. Zu den klassischen von Mamar Kassey eingesetzten Instrumenten gehören unter anderem die Trommel Kalangou und die Lauten Komsa und Molo.

## Diskografie
Alben
- 1999: Denké-Denké (Daqui)
- 2001: Alatoumi (World Village)[4]
- 2013: Taboussizé Niger (Innacor)[5]

## Auszeichnungen
- 2001: Silbermedaille bei den 4. Spielen der Frankophonie in Ottawa
- 2001: Orden der akademischen Palmen Nigers
- 2001: Tamani d’Or von La Musique Nigérienne in Bamako[1]